# Rau vi lá dừa
Rau vi lá dừa hay còn gọi ráng ất minh Vachell (danh pháp khoa học: Plenasium vachellii) là một loài dương xỉ trong họ Osmundaceae. Loài này được Hook. mô tả khoa học đầu tiên năm 1836.